# Draga Stamejčič
Draga Stamejčič, po mężu Pokovec (ur. 27 lutego 1937 w Lublanie, zm. 16 sierpnia 2015 tamże) – słoweńska lekkoatletka, płotkarka i wieloboistka, była rekordzistka świata. W czasie swojej kariery reprezentowała Jugosławię.
Zajęła 10. miejsce w pięcioboju lekkoatletycznym na mistrzostwach Europy w 1958 w Sztokholmie. Odpadła w eliminacjach biegu na 80 metrów przez płotki na igrzyskach olimpijskich w 1960 w Rzymie. Na mistrzostwach Europy w 1962 w Belgradzie zajęła 4. miejsce w sztafecie 4 × 100 metrów, 6. miejsce w pięcioboju i odpadł w półfinale biegu na 80 metrów przez płotki.
5 września w Celje wyrównała czasem 10, 5 s rekord świata w biegu na 80 metrów przez płotki. Na igrzyskach olimpijskich w 1964 w Tokio zajęła 7. miejsce w finale tej konkurencji oraz 5. miejsce w pięcioboju. Wkrótce później kontuzja zmusiła ją do zakończenia kariery zawodniczej.
Zwyciężyła w mistrzostwach krajów bałkańskich w biegu na 80 metrów przez płotki w 1959 i 1964 oraz w pięcioboju w latach 1957–1959 i 1961–1964. Zdobyła brązowy medal w biegu na 80 metrów przez płotki na akademickich mistrzostwach świata (UIE) w 1959.
Stamejčič była mistrzynią Jugosławii w biegu na 80 metrów przez płotki w 1960, 1962 i 1964, w skoku w dal w 1964 oraz w pięcioboju w 1962 i 1963.
Trzykrotnie poprawiała rekord Jugosławii w biegu na 80 metrów przez płotki do wspomnianego wyniku 10,5 s, uzyskanego 5 września 1964 w Celje, pięciokrotnie w skoku w dal do wyniku 6,11 m (26 lipca 1964 w Sarajewie), trzykrotnie w sztafecie 4 × 100 metrów do czasu 46,4 s (16 września 1962 w Belgradzie) i dwunastokrotnie w pięcioboju do rezultatu 4790 pkt